# Skave
Skave és una localitat situada al municipi de Holstebro, a la regió de Jutlàndia Central (Dinamarca), amb una població estimada a principis de 2012 d'uns 507 habitants.
Està situada al centre-oest de la península de Jutlàndia, a l'oest de la ciutat d'Aarhus i prop de la península de Salling i la costa del mar del Nord.